# Argentina en la Copa Mundial de Rugby de 2007
La Selección de rugby de Argentina fue una de los 20 países participantes de la Copa Mundial de Rugby de 2007 que tuvo como sede principal a Francia.
En su sexta participación los Pumas hicieron su mejor torneo hasta la actualidad, obteniendo la tercera posición en la Copa del Mundo.

## Clasificación
Argentina clasificó al torneo luego de golear a sus pares americanos y esta fue la última vez que jugó las eliminatorias.

## Preparación
En julio un plantel de 42 jugadores viajó a Pensacola en Florida, Estados Unidos, para optimizar la condición física en un centro de alto rendimiento deportivo y luego el equipo regresó a la Argentina para entrenarse en el Club Newman.

### Partidos de calentamiento
En agosto se jugó un partido despedida contra los Cóndores y tras esto se eliminó a 11 jugadores para dejar establecido la convocatoria al mundial.
| 4 de agosto de 2007 | Argentina | 70 – 14 | Chile                                | Club Atlético de San Isidro, Partido de San Isidro |               |
|                     | Tries Serra Mirás , Longo J. Fernández Lobbe , M. Contepomi F. Contepomi Bosch Gaitán Scelzo Conversiones F. Contepomi (10) |         | Tries , Berti Conversiones (2) Berti | Árbitro(s): ?                                      | Árbitro(s): ? |

El seleccionado definido, viajó a Europa donde enfrentó a los Dragones rojos cayendo derrotado y que resultó ser el último partido de Martín Gaitán con el grupo, ya que unos exámenes médicos realizados en los días posteriores al partido, lo obligaron a dejar su lugar justo antes del comienzo del mundial.
| 18 de agosto de 2007 | Gales                                                                      | 27 – 20 | Argentina                                                          | Estadio del Milenio, Cardiff                            |                                                         |
|                      | Tries G. Thomas A.W. Jones M. Jones Conversiones Hook (3) Penales Hook (2) |         | Tries , Corleto Conversiones (2) Todeschini Penales (2) Todeschini | Asistencia: 36.736 espectadores Árbitro(s): Chris White | Asistencia: 36.736 espectadores Árbitro(s): Chris White |

Por último el equipo jugó contra la débil Bélgica y salió lesionado el octavo Gonzalo Longo. Debido a que no era de gravedad, el jugador estrella no fue desafectado.
| 25 de agosto de 2007 | Bélgica            | 8 – 36 | Argentina                      | ?, Bruselas   |               |
|                      | Try ? Conversión ? |        | Tries Conversiones (2) Penales | Árbitro(s): ? | Árbitro(s): ? |

## Participación

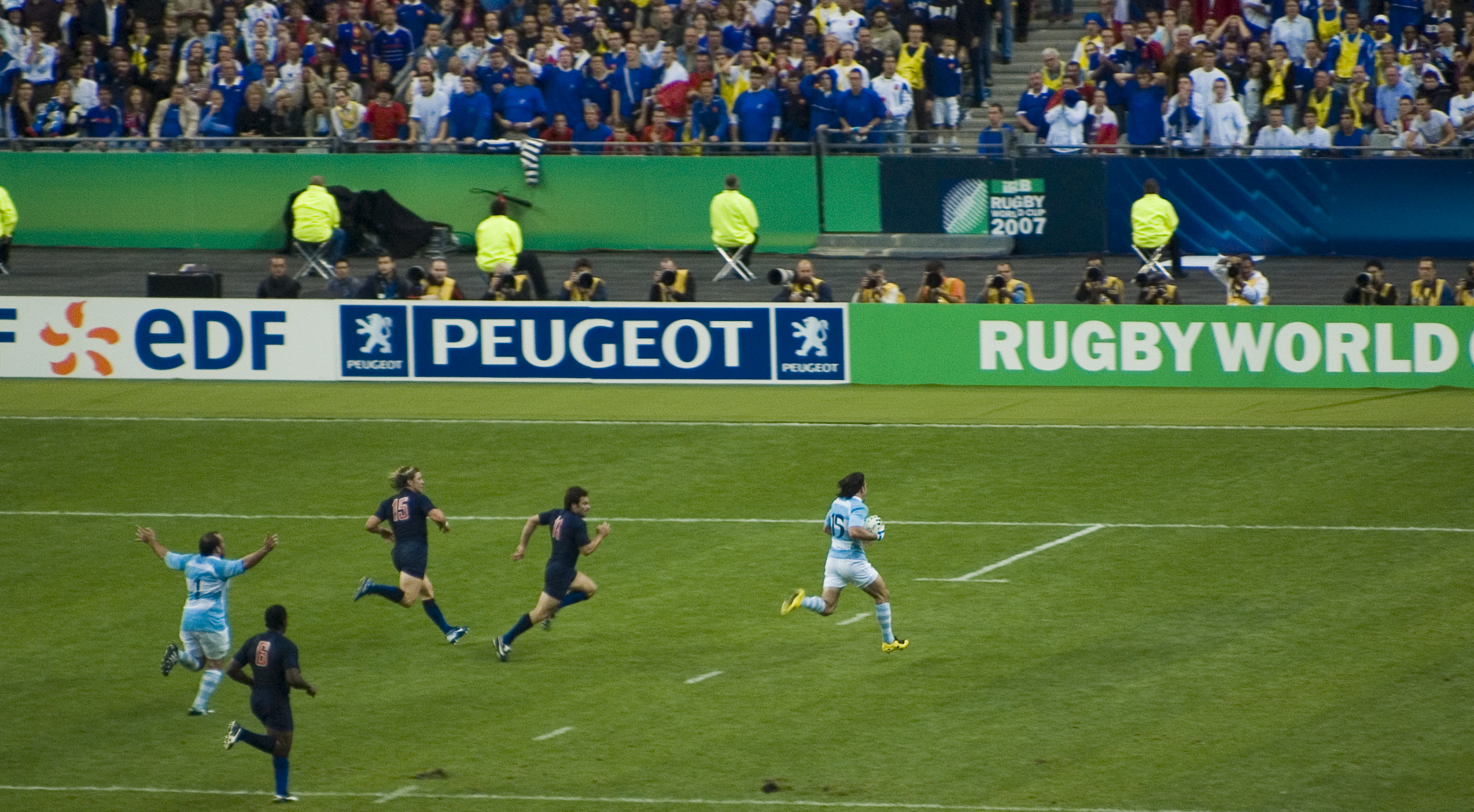
Corleto marca el try de la victoria.

## Plantel[4]
|                              | Jugador                    | Edad    | Posición      | Tests | Equipo                             |
| ---------------------------- | -------------------------- | ------- | ------------- | ----- | ---------------------------------- |
| Hookers y Pilares            |                            |         |               |       |                                    |
|                              | Marcos Ayerza              | 24 años | Pilar         | ?     | Leicester Tigers                   |
|                              | Santiago González Bonorino | 32 años | Pilar         | ?     | Unione Rugby Capitolina            |
|                              | Eusebio Guiñazú            | 25 años | Hooker        | ?     | Sporting Union Agen                |
|                              | Omar Hasan                 | 36 años | Pilar         | ?     | Stade Toulousain                   |
| 2                            | Mario Ledesma              | 34 años | Hooker        | ?     | ASM Clermont Auvergne              |
| 1                            | Rodrigo Roncero            | 30 años | Pilar         | ?     | Stade Français Paris               |
| 3                            | Martín Scelzo              | 31 años | Pilar         | ?     | ASM Clermont Auvergne              |
|                              | Alberto Vernet Basualdo    | 25 años | Hooker        | ?     | Stade Toulousain                   |
| Segundas líneas              |                            |         |               |       |                                    |
| 5                            | Patricio Albacete          | 26 años | Segunda línea | ?     | Stade Toulousain                   |
|                              | Rimas Álvarez              | 33 años | Segunda línea | ?     | Union Sportive Arlequine Perpignan |
| 4                            | Carlos Fernández Lobbe     | 32 años | Segunda línea | ?     | Sale Sharks                        |
|                              | Esteban Lozada             | 25 años | Segunda línea | ?     | Rugby-Club Toulonnais              |
| Alas y Octavos               |                            |         |               |       |                                    |
|                              | Martín Durand              | 31 años | Ala           | ?     | Club Champagnat                    |
| 7                            | Juan Fernández Lobbe       | 25 años | Ala           | ?     | Sale Sharks                        |
| 8                            | Juan Leguizamón            | 24 años | Octavo        | 17    | London Irish                       |
|                              | Gonzalo Longo              | 33 años | Octavo        | ?     | San Isidro Club                    |
| 6                            | Lucas Ostiglia             | 31 años | Ala           | ?     | Sporting Union Agen                |
|                              | Martín Schusterman         | 32 años | Ala           | ?     | Leeds Carnegie                     |
| Medios scrums                |                            |         |               |       |                                    |
|                              | Nicolás Fernández Miranda  | 34 años | Medio scrum   | ?     | Aviron Bayonnais                   |
| 9                            | Agustín Pichot             | 33 años | Medio scrum   | ?     | Racing 92                          |
| Aperturas y Centros          |                            |         |               |       |                                    |
| 12                           | Felipe Contepomi           | 30 años | Centro        | ?     | Leinster Rugby                     |
| 13                           | Manuel Contepomi           | 30 años | Centro        | ?     | Rugby Rovigo                       |
| 10                           | Juan Martín Hernández      | 25 años | Apertura      | ?     | Stade Français Paris               |
|                              | Hernán Senillosa           | 30 años | Centro        | ?     | Hindú Club                         |
|                              | Gonzalo Tiesi              | 22 años | Centro        | ?     | London Irish                       |
|                              | Federico Todeschini        | 32 años | Apertura      | ?     | Montpellier Hérault Rugby Club     |
| Fullbacks y Wings            |                            |         |               |       |                                    |
| 11                           | Horacio Agulla             | 22 años | Wing          | ?     | Hindú Club                         |
|                              | Federico Aramburú          | 27 años | Wing          | ?     | Club Atlético de San Isidro        |
| 14                           | Lucas Borges               | 27 años | Wing          | ?     | Benetton Rugby Treviso             |
| 15                           | Ignacio Corleto            | 29 años | Fullback      | ?     | Stade Français Paris               |
|                              | Federico Serra Mirás       | 28 años | Fullback      | ?     | San Isidro Club                    |
| Entrenador: Marcelo Loffreda |                            |         |               |       |                                    |